# Lophobius carinipes
Lophobius carinipes är en mångfotingart som först beskrevs av Daday 1889.  Lophobius carinipes ingår i släktet Lophobius och familjen stenkrypare. Inga underarter finns listade i Catalogue of Life.